# Monroe (Michigan)
Monroe é uma cidade localizada no estado americano de Michigan, no Condado de Monroe.

## Demografia
Segundo o censo americano de 2000, a sua população era de 22.076 habitantes.
Em 2006, foi estimada uma população de 21.840, um decréscimo de 236 (-1.1%).

## Geografia
De acordo com o United States Census Bureau tem uma área de
26,0 km², dos quais 23,4 km² cobertos por terra e 2,6 km² cobertos por água. Monroe localiza-se a aproximadamente 183 m acima do nível do mar.

## Localidades na vizinhança
O diagrama seguinte representa as localidades num raio de 12 km ao redor de Monroe.